# Уоллмен-Ринк
Уо́ллмен-Ринк (англ. Wollman Rink) — крупнейший каток Центрального парка Нью-Йорка, один из самых известных ледовых катков мира.

## История
Построен в 1950 году по распоряжению главы парков Нью-Йорка Роберта Мозеса, благодаря поддержке мецената Кейт Уоллмен, пожертвовавшей на строительство 600 тысяч долларов в память о своих родителях — Дж. Уоллмене и его супруге Бетти — и четырёх братьях. Первые фигуристы вышли на лед в декабре 1950 года.
Открытие Уоллмен-Ринка открыло новую страницу в развитии ледового спорта в городе, теперь не зависящего от постоянства погодных условий. Как утверждал отдел рекламы Парка, каток теперь гарантировал безопасное катание на протяжении всего зимнего времени. Каток, с которого открывался вид на Манхэттен, с самого начала стал популярным, и в течение первого года эксплуатации на лед вышло около 300 тысяч катающихся.

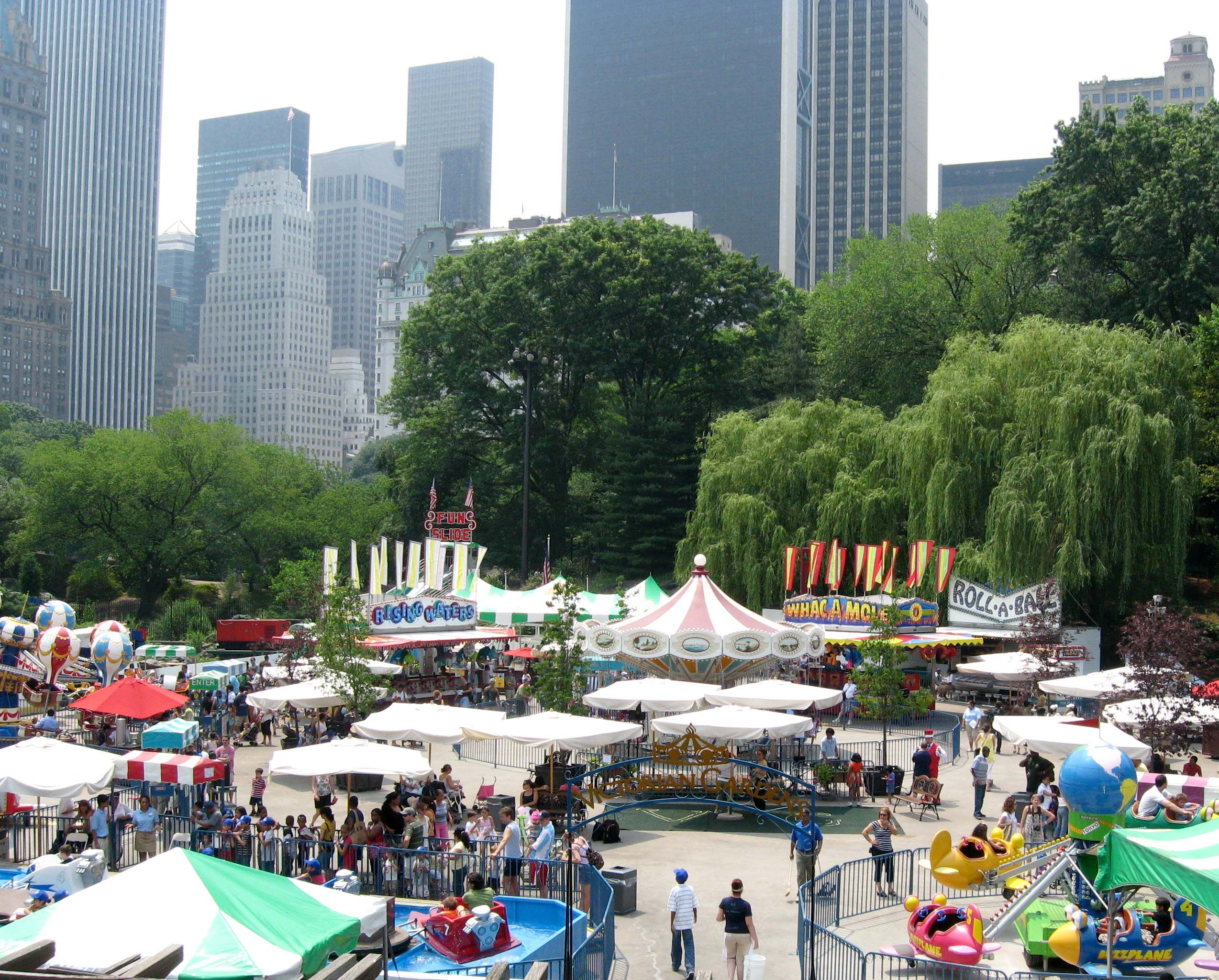
Летний парк развлечений на территории катка

В летний сезон каток представлял собой концертную площадку, где с 1966 года проводились летние музыкальные фестивали (с 1968 по 1976 год — Schaefer Music Festival). Массовые летние мероприятия привели к ухудшению состояния комплекса и прилежащей парковой территории. В итоге фестивали на территории катка были прекращены, а само сооружение поставлено на ремонт, начавшийся в 1980 году. Смета в 9 миллионов долларов вскоре была превышена, а работы затянулись намного дольше, чем запланированные 2,5 года. В мае 1986 года подряд на окончание ремонта получил Дональд Трамп. После окончания ремонта каток находится под управлением Trump Organization и летом его территория используется для размещения детских развлекательных парков.

## Общая информация
Уоллмен-Ринк работает в зимнем режиме с октября по март. Площадь катка составляет три четверти акра (2600 м²) ледовой поверхности.
Главный вход в 5 минутах ходьбы от южного входа в Парк близ пересечения 59 улицы и 6 авеню. Каток открыт ежедневно с 10 утра. При катке действует школа по обучению катанию на коньках, действующая все семь дней в неделю, принимающая обучающихся любого возраста. На ледовом стадионе проводятся также игры в хоккей и синхронное фигурное катание. У катка есть ресторан быстрого питания.

## В культуре
Знаменитый зимний каток Центрального парка востребован кинематографом, его можно увидеть в романтических мелодрамах «История любви», удостоенной премии «Оскар», и «Интуиция», а также в кинокомедии «Один дома 2».
В декабре на льду катка устраиваются ханукальные катания в дни празднования Хануки. Это праздничное мероприятие проходит в Центральном парке ежегодно, при участии Хабада Уэст-Сайда. На льду в эти дни установлена ханукия.